# 阿耶库迪
阿耶库迪（Ayakudi），是印度泰米尔纳德邦Dindigul县的一个城镇。总人口23410（2001年）。

## 人口
该地2001年总人口23410人，其中男性11807人，女性11603人；0—6岁人口2388人，其中男1236人，女1152人；识字率60.92%，其中男性为70.72%，女性为50.94%。